# Guillaume II de Warenne
Pour les articles homonymes, voir Guillaume de Warenne.
Guillaume (II) de Warenne (avant 1071 – vers le 11 mai 1138), 2e comte de Surrey, fut un important baron anglo-normand du Royaume d'Angleterre. Il était aussi lord du rape de Lewes, et seigneur de Bellencombre et Mortemer dans le duché de Normandie (aujourd'hui en Haute-Normandie).
Comme tous les comtes de Surrey de cette époque, on se réfère plus souvent à lui en tant que comte Warenne qu'en tant que comte de Surrey.

## Biographie
Il est le fils de Guillaume Ier de Warenne († 1088), 1er comte de Surrey, et sa première femme Gundred,(† 1085), sœur de Gerbod le Flamand, officieux comte de Chester jusqu'en 1070. Il succède à son père en 1088, et devient alors l'un des plus importants propriétaires terriens d'Angleterre, avec des possessions dans treize comtés lui rapportant 1165 livres sterling par an. Ses principales seigneuries en Angleterre sont le rape de Lewes (Sussex), Castle Acre (Norfolk) et Conisbrough (Yorkshire). Son cadet Réginald reçoit les terres de sa mère en Flandre et probablement les terres paternelles normandes à Mortemer et Bellencombre. Après la mort de ce dernier en 1106, les terres reviennent à Guillaume.
Aux alentours de 1093, il essaye d'épouser Édith (ou Mathilde) d'Écosse, fille du roi Malcolm III d'Écosse. Elle épousera Henri Ier d'Angleterre en 1100, et c'est peut-être la raison pour laquelle Guillaume semble éprouver un fort ressentiment envers Henri Ier, et qui expliquerait sa motivation pour ses actes des années suivantes. À l'accession d'Henri Ier en 1100, il montre un manque d'enthousiasme singulier, et est même décrit tournant en dérision l'obsession pour la chasse du nouveau roi. Wace relate qu'il le surnomme « Pié de cers » (Pied de cerf). Guillaume est rarement présent à la cour royale, et se montre peu respectueux de son souverain.
Pour s'assurer de manière pérenne la loyauté de Guillaume, le roi Henri envisage de le marier à l'une de ses innombrables filles illégitimes. Il en est dissuadé par l'archevêque Anselme de Cantorbéry, qui invoque des problèmes de consanguinité. La nature précise de cette relation de consanguinité n'est pas mentionnée, et fait débat, il est possible qu'Anselme ait fait référence à une descendance commune avec la duchesse Gunnor de Normandie,.
Il rejoint immédiatement Robert Courteheuse, duc de Normandie, et frère aîné d'Henri Ier, dans sa tentative d'invasion de l'Angleterre en 1101,, montrant en cela qu'il était évidemment impliqué depuis longtemps dans la conspiration. Quand Henri Ier achète le retrait de son frère pour une pension annuelle de 3 000 marcs d'argent, Guillaume de Warenne se retrouve rebelle sans cause. Bien que le traité de paix signé entre les deux frères prévoie une amnistie pour les barons qui ont participé à l'invasion, Guillaume perd ses terres anglaises et est exilé en Normandie. Cela est peut-être lié en plus de la violation de son serment d'allégeance, à des violences perpétrées dans le Norfolk.
Guillaume se plaint auprès du duc qu'il avait déployé de grands moyens pour lui, et qu'en retour, il avait perdu la plupart de ses possessions, dont le comté de Surrey qui lui rapportait chaque année mille marcs d'argent. Il sollicitait son intervention pour recouvrer ses biens en Angleterre. Le duc Robert accepte facilement cette proposition, et retourne en Angleterre en 1103, non armé et non invité, apparemment dans cet unique but. Le roi Henri, irrité par la venue de son frère, et profitant de la démarche inconsidérée de son frère, menace de l'emprisonner. Courteheuse, comprenant qu'il s'est jeté dans la gueule du loup, n'a pas d'autre choix que d'accepter les conditions de son frère. Il renonce à son indemnité annuelle en échange de la restauration des terres et titres de Guillaume de Warenne,. Le comte Warenne restera fidèle au roi le restant de sa vie,.
Pour un temps, il n'est apparemment pas le bienvenu à la cour royale, car il n'est témoin d'aucune charte royale entre 1103 et 1107. Pourtant, il est l'un des commandants de l'armée d'Henri Ier à la bataille de Tinchebray,, en 1106, à l'issue de laquelle le duc Robert Courteheuse est capturé et maintenu prisonnier pour le reste de sa vie. Ayant prouvé sa loyauté pour de bon, sa position à la cour d'Henri s'en trouve renforcée. Il sera ensuite présent auprès du roi à chacun de ses séjours en Normandie et en Angleterre. Il est présent au concile de Nottingham le 17 octobre 1109, est un des garants du traité de Douvres passé avec Robert II, le comte de Flandre, le 17 mai 1110, et exerce la fonction de juge à la cour ducale en 1111.
En 1110, Guillaume Cliton, le fils de Robert Courteheuse, s'enfuit avec Hélie de Saint-Saens. Peu après, Warenne reçoit les terres confisquées à Saint-Saens, qui étaient proches des siennes en Haute-Normandie. Le roi Henri s'assure ainsi de son soutien, puisqu'un retour de Guillaume Cliton signifierait une perte de ses nouveaux territoires.
En 1118, Guillaume réussit enfin à épouser une princesse de sang royal, en la personne d'Élisabeth de Vermandois. Elle est la fille d'Hugues Ier de Vermandois — ou Hugues "Le Grand" de France — et la veuve de Robert de Meulan, 1er comte de Leicester. Depuis 1115, la comtesse Élisabeth avait été enlevée ou détournée par Guillaume, cet enlèvement concluant apparemment une liaison qui durait depuis très longtemps. Il y avait eu ce qui ressemble à une séparation ou à un divorce entre le comte de Meulan et sa femme. Il ne leur avait d'ailleurs pas permis de se remarier. Peu de temps après le décès du vieux comte (1118), qu'on dit mort de chagrin et d'humiliation après cet affront public, les deux amants se marièrent. Elle aurait déjà eu au moins une fille de lui entre 1115 et 1118, c'est-à-dire durant son mariage avec Meulan – qui était âgé et rarement présent auprès de sa femme.
Guillaume est aussi commandant à la bataille de Brémule en 1119. En 1135 à Lyons-la-Forêt, il est présent au chevet du lit de mort du roi. Il est l'un des cinq barons qui escortent ensuite son corps jusqu'à Rouen pour qu'il soit embaumé. Les barons normands le nomment gouverneur de Rouen et du Pays de Caux en décembre 1135.
Pour C. Warren Hollister, la carrière de Guillaume de Warenne montre le talent d'Henri Ier à se concilier la loyauté de ses barons. Il leur montra que la rébellion comportait d'énormes risques, et que la loyauté amenait sécurité et prospérité. Malgré un départ houleux, Guillaume de Warenne se révéla un élève appliqué. À la mort du roi, il est l'un des barons les plus riches du royaume.
En 1136, il est présent à la cour de Pâques du nouveau roi Étienne d'Angleterre, et semble être avec lui lors de son expédition contre Exeter plus tard dans l'année. Il meurt probablement le 11 mai 1138 et est inhumé dans le prieuré Saint-Pancrace de Lewes.

## Famille et descendance
En 1118, il épousa Élisabeth (ou Isabelle) de Vermandois (v. 1085-1131), fille de Hugues Ier de Vermandois — ou Hugues "Le Grand" de France — et d'Adélaïde de Vermandois et de Valois. En premières noces, Élisabeth avait été l'épouse de Robert de Meulan, 1er comte de Leicester. Guillaume eut cinq enfants d'Élisabeth :
1. Gundred de Warenne, épousa Roger de Beaumont, 2e comte de Warwick, puis Guillaume "Taillebois" de Lancastre, lord de Kendal et Lonsdale dans le Westmoreland ;
2. Ada de Warenne (v. 1123-1178), Adélaïde ou Adeline, épousa Henri de Northumberland, comte de Huntingdon, fils du roi David Ier d'Écosse. Mère des rois d'Écosse Malcolm IV et Guillaume le Lion ;
3. Guillaume III de Warenne, né vers 1119, mort au cours de la deuxième croisade en Anatolie en 1148 ;
4. Réginald de Warenne (1121/26-1178/79), épousa Adeline, fille et héritière de Guillaume, lord de Wormgay dans le Norfolk, tenait les châteaux de Bellencombre et Mortemer ;
5. Raoul de Warenne.

### Sources
- C. Warren Hollister, « Warenne, William (II) de, second earl of Surrey (d. 1138) », Oxford Dictionary of National Biography, Oxford University Press, 2004. Version de novembre 2008.
- C. Warren Hollister, « The Taming of a Turbulent Earl: Henry I and William of Warenne », Historical Reflections, vol. 3 (1976), p. 83-91. Lire en ligne.
- C. Warren Hollister, Henry I (2001).
- Orderic Vital, Histoire de la Normandie, traduction de L. du Bois, 1826.
- Comtes de Surrey sur Medieval Lands.

- (en) Cet article est partiellement ou en totalité issu de l’article de Wikipédia en anglais intitulé « William de Warenne, 2nd Earl of Surrey » (voir la liste des auteurs).